# O-soto-gari
O-soto-gari (大外刈)  é uma das 40 técnicas básicas do judô. Classificada como uma técnica de ashi waza (literalmente, técnicas de perna), é a quinta técnica do primeiro grupo (dai ikkyo) do Gokyo.

Também é utilizada no Jiu-jitsu.

## Descrição
Com a pegada clássica (gola com a mão direita, manga com a mão esquerda), o tori aplica ushiro-hidari-kuzushi ao mesmo tempo que desloca seu pé esquerdo para o lado do pé direito do uke. Quando o peso do uke estiver sobre sua perna direita, o tori deve empurrar a perna direita do uke com a parte posterior de sua própria perna direita.